# پاتریک ناتون
پاتریک ناتون (به انگلیسی: Patrick Naughton) یک توسعه‌دهنده نرم‌افزار آمریکایی است. او از پیشگامان و سازندگان زبان برنامه‌نویسی جاوا است. 

## حرفه

### اوایل کار حرفه‌ای
در سال ۱۹۸۳، ناتون با همکاری راس نلسون، یک شبیه‌سازی مک‌پینت به نام شاگرد نقاش را نوشت.
در سال ۱۹۹۴، ناتون از سان مایکروسیستمز برای استارویو (که در آن زمان متعلق به پل آلن بود) کنار رفت تا برنامه‌های کاربردی سرور جاوا را برای وب‌سایت‌ها توسعه دهد.